# Zülpicher Straße (Düren)

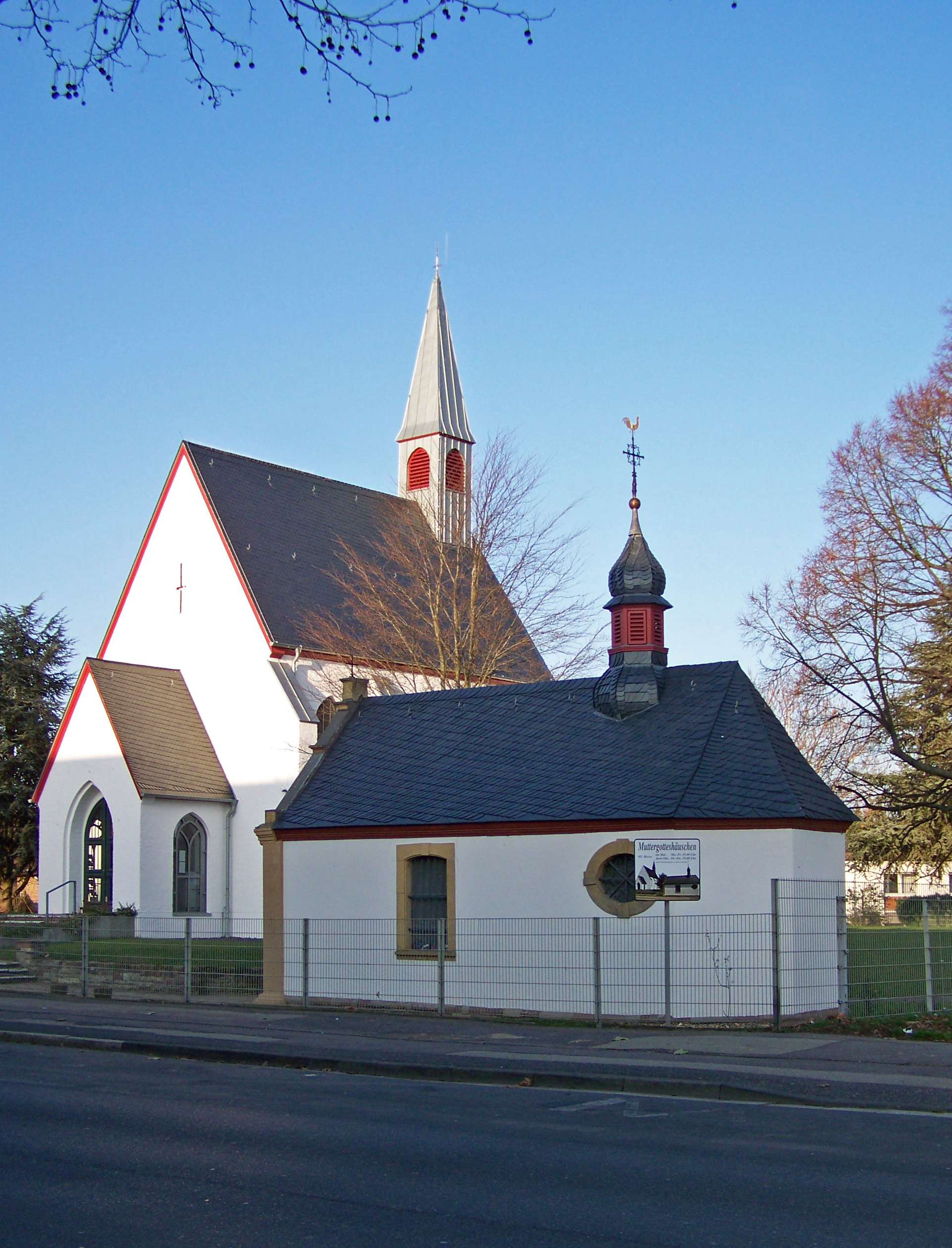
Zwei Muttergotteshäuschen

Die Zülpicher Straße in der Kreisstadt Düren (Nordrhein-Westfalen) ist eine alte Innerortsstraße.
Die Straße beginnt am Ende der Oberstraße, an dem der Straßenzug die Nideggener Straße / Friedrichstraße kreuzt. An der Oberstraße stand das Obertor der Dürener Stadtbefestigung. Von dort führt sie in südwestlicher Richtung bergaufwärts aus der Innenstadt hinaus. Vor dem Ausbau der Euskirchener Straße in den 1950er Jahren war die Zülpicher Straße eine der wichtigen Zufahrtsstraßen durch die fünf Stadttore.
An der Zülpicher Straße steht an der Einmündung Piusstraße die Filialkirche St. Josef. Im oberen Bereich wurde schon 1420, damals außerhalb der Stadt, das alte Muttergotteshäuschen erbaut, 1895 direkt daneben das neue Muttergotteshäuschen. Kurz vor ihrem Ende und ihrer Einmündung in die Euskirchener Straße befindet sich die Einfahrt zur früheren belgischen Kaserne (Düren war die größte belgische Garnison in Deutschland). Später wurde die Kaserne von der Bundeswehr übernommen, bis sie zum größten Teil abgebrochen wurde. Das Restgelände mit einigen erhaltenen Aufbauten wird heute als Gewerbegelände genutzt. Von der Zülpicher Straße zweigte in diesem Bereich eine Panzerstraße ab, die zum ehemaligen Truppenübungsplatz Drover Heide führt.

## Geschichte
Die heutige Zülpicher Straße ist schon im Jahre 1685 als „Zülcher Landstraß“ bezeugt. Ursprünglich führte sie jenseits der Euskirchener Straße (heute Feldweg) über Burg Bubenheim und  Vettweiß nach Zülpich. Außerhalb Dürens wurde die Straße, zum Beispiel auf der Tranchot-Karte von 1807, Dürener Straße genannt. Zwischen 1841 und 1843 erfolgte der Ausbau dann aber über Stockheim (heute Bundesstraße 56). 1843 wurde eine zweispännige Personenpost auf dieser Strecke eingerichtet. 1862 wird die Straße als „Düren-Zülpicher Bezirksstraße“ erwähnt.